# Crêches-sur-Saône
Crêches-sur-Saône és un municipi francès, situat al departament de Saona i Loira i a la regió de Borgonya - Franc Comtat. L'any 2007 tenia 2.826 habitants.

## Demografia

### Població
El 2007 la població de fet de Crêches-sur-Saône era de 2.826 persones. Hi havia 1.146 famílies, de les quals 313 eren unipersonals (150 homes vivint sols i 163 dones vivint soles), 376 parelles sense fills, 372 parelles amb fills i 85 famílies monoparentals amb fills.
La població ha evolucionat segons el següent gràfic:
Habitants censats

### Habitatges
El 2007 hi havia 1.249 habitatges, 1.188 eren l'habitatge principal de la família, 19 eren segones residències i 42 estaven desocupats. 940 eren cases i 265 eren apartaments. Dels 1.188 habitatges principals, 772 estaven ocupats pels seus propietaris, 406 estaven llogats i ocupats pels llogaters i 10 estaven cedits a títol gratuït; 61 tenien una cambra, 67 en tenien dues, 192 en tenien tres, 396 en tenien quatre i 473 en tenien cinc o més. 923 habitatges disposaven pel capbaix d'una plaça de pàrquing. A 491 habitatges hi havia un automòbil i a 555 n'hi havia dos o més.

### Piràmide de població
La piràmide de població per edats i sexe el 2009 era:
| Homes | Edats   | Dones |
| ----- | ------- | ----- |
| 0     | 95 o +  | 0     |
| 0     | 90 a 94 | 0     |
| 20    | 85 a 89 | 24    |
| 8     | 80 a 84 | 16    |
| 28    | 75 a 79 | 44    |
| 60    | 70 a 74 | 80    |
| 52    | 65 a 69 | 60    |
| 104   | 60 a 64 | 72    |
| 68    | 55 a 59 | 100   |
| 96    | 50 a 54 | 100   |
| 96    | 45 a 49 | 100   |
| 128   | 40 a 44 | 92    |
| 108   | 35 a 39 | 128   |
| 68    | 30 a 34 | 84    |
| 80    | 25 a 29 | 80    |
| 68    | 20 a 24 | 52    |
| 96    | 15 a 19 | 100   |
| 108   | 10 a 14 | 104   |
| 92    | 5 a 9   | 92    |
| 60    | 0 a 4   | 64    |

## Economia
El 2007 la població en edat de treballar era de 1.806 persones, 1.330 eren actives i 476 eren inactives. De les 1.330 persones actives 1.229 estaven ocupades (634 homes i 595 dones) i 101 estaven aturades (54 homes i 47 dones). De les 476 persones inactives 199 estaven jubilades, 161 estaven estudiant i 116 estaven classificades com a «altres inactius».

### Ingressos
El 2009 a Crêches-sur-Saône hi havia 1.206 unitats fiscals que integraven 2.886,5 persones, la mediana anual d'ingressos fiscals per persona era de 18.975 €.

### Activitats econòmiques
Dels 228 establiments que hi havia el 2007, 1 era d'una empresa extractiva, 6 d'empreses alimentàries, 10 d'empreses de fabricació d'altres productes industrials, 20 d'empreses de construcció, 73 d'empreses de comerç i reparació d'automòbils, 5 d'empreses de transport, 18 d'empreses d'hostatgeria i restauració, 5 d'empreses d'informació i comunicació, 11 d'empreses financeres, 8 d'empreses immobiliàries, 22 d'empreses de serveis, 33 d'entitats de l'administració pública i 16 d'empreses classificades com a «altres activitats de serveis».
Dels 57 establiments de servei als particulars que hi havia el 2009, 1 era una oficina de correu, 4 oficines bancàries, 9 tallers de reparació d'automòbils i de material agrícola, 2 tallers d'inspecció tècnica de vehicles, 1 autoescola, 5 paletes, 2 guixaires pintors, 4 fusteries, 2 lampisteries, 2 electricistes, 1 empresa de construcció, 5 perruqueries, 1 veterinari, 11 restaurants, 3 agències immobiliàries, 2 tintoreries i 2 salons de bellesa.
Dels 31 establiments comercials que hi havia el 2009, 1 era, 1 un supermercat, 1 una gran superfície de material de bricolatge, 2 fleques, 1 una fleca, 1 una peixateria, 11 botigues de roba, 3 botigues de mobles, 3 drogueries, 1 un drogueria, 2 joieries i 4 floristeries.
L'any 2000 a Crêches-sur-Saône hi havia 26 explotacions agrícoles que ocupaven un total de 352 hectàrees.

## Equipaments sanitaris i escolars
Els 2 equipaments sanitaris que hi havia el 2009 eren farmàcies.
El 2009 hi havia 1 escola maternal i 1 escola elemental.

## Poblacions més properes
El següent diagrama mostra les poblacions més properes.